# Clasificación para la Copa Asiática 1992
La Clasificación para la Copa Asiática 1992 fue la fase previa para definir a los clasificados a la fase final del torneo a jugarse en Japón.

## Resultados

### Grupo 1
Los partidos se jugaron en Doha, Catar.
| País  | Pts | J | G | E | P | GF | GC | GD |
| ----- | --- | - | - | - | - | -- | -- | -- |
| Catar | 4   | 2 | 2 | 0 | 0 | 8  | 2  | +6 |
| Siria | 2   | 2 | 1 | 0 | 1 | 3  | 4  | −1 |
| Omán  | 0   | 2 | 0 | 0 | 2 | 0  | 5  | −5 |

| Equipo 1 | Resultado | Equipo 2 |
| -------- | --------- | -------- |
| Catar    | 4-2       | Siria    |
| Omán     | 0-4       | Catar    |
| Siria    | 1-0       | Omán     |

### Detalles de partidos
| 29 de mayo de 1992 | Catar                                                     | 4:2 (1:0) | Siria                 | Estadio Internacional Jalifa, Doha, Catar               |                                                         |
|                    | Mahmud Sufi 33' · Adel Khamis 55' 64' · Adel Al Mulla 72' |           | Monaf Ramadan 56' 80' | Asistencia: 15.000 espectadores Árbitro(s): Ali Bujsaim | Asistencia: 15.000 espectadores Árbitro(s): Ali Bujsaim |

| 31 de mayo de 1992 | Catar                                                        | 4:0 (0:0) | Oman | Estadio Internacional Jalifa, Doha, Catar               |                                                         |
|                    | Маhmud Sufi 46' · Adel Khamis 60' · Mubarak Mustapha 65' 90' |           |      | Asistencia: 11.500 espectadores Árbitro(s): Talal Saleh | Asistencia: 11.500 espectadores Árbitro(s): Talal Saleh |

| 2 de junio de 1992 | Siria             | 1:0 (0:0) | Oman | Estadio Internacional Jalifa, Doha, Catar              |                                                        |
|                    | Nizar Mahrous 81' |           |      | Asistencia: 500 espectadores Árbitro(s): Ishak Abu Ali | Asistencia: 500 espectadores Árbitro(s): Ishak Abu Ali |

### Grupo 2
Los partidos se jugaron en Al-Ain, Emiratos Árabes Unidos.
| País   | Pts | J | G | E | P | GF | GC | GD |
| ------ | --- | - | - | - | - | -- | -- | -- |
| UAE    | 4   | 2 | 2 | 0 | 0 | 6  | 3  | +3 |
| Kuwait | 2   | 2 | 1 | 0 | 1 | 4  | 3  | +1 |
| Baréin | 0   | 2 | 0 | 0 | 2 | 1  | 5  | −4 |

| Equipo 1 | Resultado | Equipo 2 |
| -------- | --------- | -------- |
| Kuwait   | 2-0       | Baréin   |
| UAE      | 3-2       | Kuwait   |
| Baréin   | 1-3       | UAE      |

### Detalles de partidos
| 24 de mayo de 1992 | Kuwait                             | 2:0 (1:0) | Baréin | Estadio Khalifa bin Zayed, Al Ain, Emiratos Árabes Unidos         |                                                                   |
|                    | Ali Marwi 26' · Hamad Al Saleh 79' |           |        | Asistencia: 10.000 espectadores Árbitro(s): Omar Saleh Al-Mehanan | Asistencia: 10.000 espectadores Árbitro(s): Omar Saleh Al-Mehanan |

| 27 de mayo de 1992 | Emiratos Árabes Unidos                                     | 3:2 (2:0) | Kuwait                 | Estadio Khalifa bin Zayed, Al Ain, Emiratos Árabes Unidos   |                                                             |
|                    | Bakhit Saad 14' · Youssouf Hussein 20' · Zoheir Bakhit 92' |           | Hamad Al Saleh 65' 75' | Asistencia: 20.000 espectadores Árbitro(s): Jamal Al Sharif | Asistencia: 20.000 espectadores Árbitro(s): Jamal Al Sharif |

| 30 de mayo de 1992 | Emiratos Árabes Unidos                                    | 3:1 (3:0) | Baréin           | Estadio Khalifa bin Zayed, Al Ain, Emiratos Árabes Unidos   |                                                             |
|                    | Zoheir Bakhit 1' · Bakhit Saad 15' · Adnan Al Talyani 25' |           | Ibrahim Issa 76' | Asistencia: 20.000 espectadores Árbitro(s): Jamal Al Sharif | Asistencia: 20.000 espectadores Árbitro(s): Jamal Al Sharif |

### Grupo 3
Los partidos se jugaron en Calcuta, India.
| País     | Pts                | J                  | G                  | E                  | P                  | GF                 | GC                 | GD                 |
| -------- | ------------------ | ------------------ | ------------------ | ------------------ | ------------------ | ------------------ | ------------------ | ------------------ |
| Irán     | 4                  | 2                  | 2                  | 0                  | 0                  | 10                 | 0                  | +10                |
| India    | 2                  | 2                  | 1                  | 0                  | 1                  | 2                  | 3                  | −1                 |
| Pakistán | 0                  | 2                  | 0                  | 0                  | 2                  | 0                  | 9                  | −9                 |
| Nepal    | Abandonó el torneo | Abandonó el torneo | Abandonó el torneo | Abandonó el torneo | Abandonó el torneo | Abandonó el torneo | Abandonó el torneo | Abandonó el torneo |
| Maldivas | Abandonó el torneo | Abandonó el torneo | Abandonó el torneo | Abandonó el torneo | Abandonó el torneo | Abandonó el torneo | Abandonó el torneo | Abandonó el torneo |

| Equipo 1 | Resultado | Equipo 2 |
| -------- | --------- | -------- |
| India    | 2-0       | Pakistán |
| Pakistán | 0-7       | Irán     |
| India    | 0-3       | Irán     |

### Detalles de partidos
| 9 de mayo de 1992 | India               | 2:0 (1:0) | Pakistán | Yuva Bharati Krirangan, Calcuta, India |  |
|                   | I.M. Vijayan 3' 81' |           |          |                                        |  |

| 11 de mayo de 1992 | Pakistán | 0:7 (0:6) | Irán | Yuva Bharati Krirangan, Calcuta, India                    |                                                           |
|                    |          |           | Farshad Pious 3' · Mohammad Tariq 13' · Samad Marfavi 18' 82' · Sirous Ghayeghran 27' · Reza Hassan 35' · Mehdi Abtani 44' | Asistencia: 1.000 espectadores Árbitro(s): Shyam Shrestha | Asistencia: 1.000 espectadores Árbitro(s): Shyam Shrestha |

| 15 de mayo de 1992 | India | 0:3 (0:2) | Irán                                         | Yuva Bharati Krirangan, Calcuta, India                   |                                                          |
|                    |       |           | Mojtaba Moharami 35' · Farshad Pious 39' 64' | Asistencia: 20.000 espectadores Árbitro(s): M.N.Abdullah | Asistencia: 20.000 espectadores Árbitro(s): M.N.Abdullah |

### Grupo 4
Los partidos se jugaron en Pionyang, Corea del Norte.
| País            | Pts | J | G | E | P | GF | GC | GD |
| --------------- | --- | - | - | - | - | -- | -- | -- |
| Corea del Norte | 5   | 3 | 2 | 1 | 0 | 8  | 0  | +8 |
| Macao           | 3   | 3 | 1 | 1 | 1 | 4  | 4  | 0  |
| Hong Kong       | 3   | 3 | 0 | 3 | 0 | 2  | 2  | 0  |
| China Taipéi    | 1   | 3 | 0 | 1 | 2 | 0  | 8  | −8 |

| Equipo 1        | Resultado | Equipo 2        |
| --------------- | --------- | --------------- |
| Hong Kong       | 2-2       | Macao           |
| Corea del Norte | 6-0       | China Taipéi    |
| Macao           | 0-2       | Corea del Norte |
| China Taipéi    | 0-0       | Hong Kong       |
| Macao           | 2-0       | China Taipéi    |
| Corea del Norte | 0-0       | Hong Kong       |

### Detalles de partidos
| 3 de junio de 1992 | Hong Kong | 2:2 | Macao | Estadio Kim Il-sung, Pionyang, Corea del Norte |  |

| 3 de junio de 1992 | Corea del Norte | 6:0 | Taiwán | Estadio Kim Il-sung, Pionyang, Corea del Norte |  |

| 5 de junio de 1992 | Corea del Norte | 2:0 | Macao | Estadio Kim Il-sung, Pionyang, Corea del Norte |  |

| 5 de junio de 1992 | Taiwán | 0:0 (0:0) | Hong Kong | Estadio Kim Il-sung, Pionyang, Corea del Norte |  |

| 7 de junio de 1992 | Taiwán | 0:2 | Macao | Estadio Kim Il-sung, Pionyang, Corea del Norte |  |

| 7 de junio de 1992 | Corea del Norte | 0:0 (0:0) | Hong Kong | Estadio Kim Il-sung, Pionyang, Corea del Norte |  |

### Grupo 5
Los partidos se jugaron en Singapur.
| País      | Pts | J | G | E | P | GF | GC | GD |
| --------- | --- | - | - | - | - | -- | -- | -- |
| China     | 6   | 3 | 3 | 0 | 0 | 7  | 0  | +7 |
| Indonesia | 3   | 3 | 1 | 1 | 1 | 3  | 4  | −1 |
| Malasia   | 2   | 3 | 0 | 2 | 1 | 2  | 6  | −4 |
| Singapur  | 1   | 3 | 0 | 1 | 2 | 2  | 4  | −2 |

| Equipo 1  | Resultado | Equipo 2  |
| --------- | --------- | --------- |
| Singapur  | 1-1       | Malasia   |
| Indonesia | 0-2       | China     |
| Singapur  | 1-2       | Indonesia |
| China     | 4-0       | Malasia   |
| Malasia   | 1-1       | Indonesia |
| China     | 1-0       | Singapur  |

### Detalles de partidos
| 19 de abril de 1992 | Singapur               | 1:1 (0:0) | Malasia          | Estadio Nacional de Singapur, Singapur, Singapur         |                                                          |
|                     | Terry Pathmanathan 80' |           | Lim Tong Hai 76' | Asistencia: 55.000 espectadores Árbitro(s): Ahmad Hakeem | Asistencia: 55.000 espectadores Árbitro(s): Ahmad Hakeem |

| 20 de abril de 1992 | Indonesia | 0:2 (0:2) | China                       | Estadio Nacional de Singapur, Singapur, Singapur       |                                                        |
|                     |           |           | Wu Qunli 24' · Mai Chao 25' | Asistencia: 15.000 espectadores Árbitro(s): U Tin Aung | Asistencia: 15.000 espectadores Árbitro(s): U Tin Aung |

| 22 de abril de 1992 | Singapur        | 1:2 (1:1) | Indonesia                              | Estadio Nacional de Singapur, Singapur, Singapur           |                                                            |
|                     | Razali Saad 24' |           | Fakhri Husaini 8' · Singgih Pitono 85' | Asistencia: 32.000 espectadores Árbitro(s): Moritsu Yotaru | Asistencia: 32.000 espectadores Árbitro(s): Moritsu Yotaru |

| 23 de abril de 1992 | China                                                          | 4:0 (2:0) | Malasia | Estadio Nacional de Singapur, Singapur, Singapur      |                                                       |
|                     | Wu Qunli 7' · Guo Yijun 40' · Peng Weiguo 52' · Gao Hongbo 85' |           |         | Asistencia: 7.000 espectadores Árbitro(s): U Tin Aung | Asistencia: 7.000 espectadores Árbitro(s): U Tin Aung |

| 24 de abril de 1992 | Malasia                  | 1:1 (1:0) | Indonesia          | Estadio Nacional de Singapur, Singapur, Singapur         |                                                          |
|                     | Zainal Abidin Hassan 44' |           | Fakhri Husaini 56' | Asistencia: 4.000 espectadores Árbitro(s): Tung Ping Yim | Asistencia: 4.000 espectadores Árbitro(s): Tung Ping Yim |

| 26 de abril de 1992 | Singapur | 0:1 (0:1) | China         | Estadio Nacional de Singapur, Singapur, Singapur              |                                                               |
|                     |          |           | Xie Yuxin 28' | Asistencia: 14.000 espectadores Árbitro(s): Muhammad Al-Majid | Asistencia: 14.000 espectadores Árbitro(s): Muhammad Al-Majid |

### Grupo 6
Los partidos se jugaron en Bangkok, Tailandia.
| País          | Pts | J | G | E | P | GF | GC | GD |
| ------------- | --- | - | - | - | - | -- | -- | -- |
| Tailandia     | 4   | 2 | 2 | 0 | 0 | 3  | 1  | +2 |
| Corea del Sur | 2   | 2 | 1 | 0 | 1 | 7  | 2  | +5 |
| Bangladés     | 0   | 2 | 0 | 0 | 2 | 0  | 7  | −7 |

| Equipo 1      | Resultado | Equipo 2      |
| ------------- | --------- | ------------- |
| Corea del Sur | 6-0       | Bangladés     |
| Tailandia     | 2-1       | Corea del Sur |
| Bangladés     | 0-1       | Tailandia     |

### Detalle de partidos
| 19 de junio de 1992 | Corea del Sur                                                                                      | 6:0 (4:0) | Bangladés | Estadio Suphachalasai, Bangkok, Tailandia |                           |
|                     | Cha Seung Ryong 11' 32' · Lee Hyan Chul 31' · Roh Song Rae 43' · Park Chul 72' · Woo Hong Kyun 90' |           |           | Árbitro(s): Wan A. Rashid                 | Árbitro(s): Wan A. Rashid |

| 21 de junio de 1992 | Tailandia                                   | 2:1 (1:1) | Corea del Sur    | Estadio Suphachalasai, Bangkok, Tailandia |                           |
|                     | Attapol Puspakom 3' · Prasert Changmool 84' |           | Roh Sang Rae 20' | Árbitro(s): Chen Shengcai                 | Árbitro(s): Chen Shengcai |

| 23 de junio de 1992 | Tailandia             | 1:0 (0:0) | Bangladés | Estadio Suphachalasai, Bangkok, Tailandia |                         |
|                     | Prasert Changmool 88' |           |           | Árbitro(s): Sagar K.Sen                   | Árbitro(s): Sagar K.Sen |

## Clasificados a la Copa Asiática
| - Arabia Saudita (Campeón Defensor) - Catar - Emiratos Árabes Unidos - Irán | - Corea del Norte - China - Tailandia - Japón (Anfitrión) |